# Casa de Cultură (cartier din Constanța)
Casa de Cultură este unul dintre cele mai cunoscute cartiere ale Constanței. Aici se află Casa de Cultură a Sindicatelor. Cartierul a fost construit în anul 1978, pe un platou asemănător celui din Badea Cârțan, dar mult mai mare, pe acel loc aflându-se până în anul acela cartierele Coiciu și Anadalchioi.
În centrul platoului Casa de Cultură se află un monument dedicat eroilor români din Războiul de Independență al României (1877-1878) și o troiță dedicată eroilor constănțeni ce au murit în timpul Revoluției române din 1989.
Aceasta se situeaza la intersectia b-dului Alexandru Lapusneanu cu strada Eliberarii.
Cartierul este predominat de rromi care provin din cartierele Inel 2, Poarta 6, Coiciu și Henri Coandă.
 Acest articol despre o localitate din județul Constanța este deocamdată un ciot. Puteți ajuta Wikipedia prin completarea lui.